# قارنه
قارنه، روستایی از توابع بخش مرکزی شهرستان جرقویه در استان اصفهان ایران است.

## موقعیت
قارنه روستایی تاریخی است که در ۴۵ کیلومتری جنوب شرقی شهر اصفهان واقع در پناهگاه حیات وحش پارک ملی کلاه قاضی قرار دارد. این روستا در بخش مرکزی شهرستان جرقویه واقع شده‌است. قدمت این روستا به حدود ۳۵۰۰تا ۷۰۰۰ سال تقریب زده می‌شود.
کنار این روستا و سمت کوه قارنه قبرستانی وجود دارد.به دلیل قرار گرفتن کوه قارنه در غرب روستا آب و هوای این روستا خنک‌تر و مرطوب‌تر از روستاهای مجاور خود می‌باشد.
آخرین روستای براآن جنوبی و دروازه ورودی منطقه جرقویه است .در کنار روستا کوه قارنه قرار گرفته که بلندترین کوه منطقه و جزوی از رشته کوههای کلاه قاضی می‌باشد .نقل است که در دوران باستان ، یکی از لنگرگاه‌های دریای بزرگ میانی ایران بوده‌است .
قارنه دارای چندین قنات معروف بوده و مزارع پرباری داشته‌است. عمده محصولات آن پنبه ، شبدر ، چغندر ، گندم و جو بوده است.

## تاریخچه
با خشک شدن دریای مرکزی ایران، این منطقه که سرزمینی آباد و خرم بوده و از نشانه‌های آن در روزگار کنونی وجود جنگل‌های قیچ و تاغ و گز و درختان بادام و انجیر و پسته کوهی است؛ از پوشش گیاهی تهی شده و در زمان ساسانی به گرکویه (کوه لخت) معروف می‌شود.این منطقه از جمله مناطق ساحلی دریای مرکزی ایران است که یازده هزار سال قبل خشک شده‌است. ابزارهای مفرغی که در کنار غارهای این منطقه یافت شده حکایت از دوران غارنشینی دارد. روستای قارنه به دست قارن پسر کاوه آهنگر بنا شده‌است.
اگرچه هنوز دربارهٔ پیشینهٔ تاریخی این روستا پژوهشی منسجم و دقیق صورت نگرفته‌است، اما با توجه به گورستان کهنسال قرار گرفته در مجاورت آتشکده‌ای که بر فراز کوه است و برخی از دیگر شواهد معماری و باستان‌شناسی، قدمت‌اش را می‌توان بین دو تا پنج هزار سال قبل از اسلام برآورد کرد.
در سال‌های اخیر اقدامات مرمتی بر دیوارها و نماهای ظاهری روستا انجام شده و قرار است به عنوان یکی از روستاهای هدف گردشگری مورد توجه قرار گیرد .

## معماری روستا
روستای قارنه به‌عنوان یک روستای خان‌نشین، چند سرای اربابی دارد. در اطراف بافت کلی روستا نیز دیواره‌ای بلند و چند برج از خشت و گل هستند و در بعضی قسمت‌ها شواهدی از لاشه‌چینی‌های سنگین به‌چشم می‌خورد. این قلعه روستا چند خانهٔ اربابی با تزیینات بسیار پرکار نقاشی دیواری، تزیینات مقرنس، کاشی‌کاری هفت‌رنگ، گچ‌بری، آیینه‌کاری و نماسازی‌های آجری دارد. هم‌چنین دارای چهار حیاط و هشتی‌های مرتبط با آن است و هر حیاط به‌جز فضای سبز، دارای چاه‌های آب، حوض و فواره‌است.
هستهٔ مرکزی روستا که چند عمارت خان‌نشین، منازل روستایی و رعیتی، کوچه‌ها، گذرها، ساباط‌های متعدد، مسجدی شبستانی و بدون تزئین و حمامی کوچک اما کامل و خوش‌ترکیب و حسینیه‌ای که توسط بارویی بلند و برج‌هایی چهار گوش و سه طبقه احاطه شده، این گمان را به باوری دلنشین تبدیل می‌کند که این روستا در صورت رسیدگی، آینده‌ای زیباتر از گذشته‌اش را می‌تواند در پیش داشته باشد.
برج و باروی روستا از جنس خشت و گل و پوشش کاهگل است و در بخش‌هایی از پی‌ها از لاچینی سنگی برای استحکام بیشتر آن استفاده شده‌است، دیواره کنگره‌دار قلعه در بخش خان‌نشین مرتفع‌تر از منازل روستایی همجوار است و این ایده را به ذهن متبادر می‌کند که توجه بیشتری از نظر امنیت در برابر هجوم راهزنان و سارقان به آن می‌شده‌است، حتا در ساخت دیواره و برای سبک‌سازی کاهش بار در بالادست از تکنیک‌های کمیاب و هنرمندانه‌ای در کار با خشت و گل استفاده شده‌است. آب‌انبار بزرگ این روستا که بیشتر شبیه یک دریاچهٔ فصلی است در زمان قدیم در طول سال پر آب بوده‌است، آبی که از طریق سیلاب‌ها و قنات‌ها تأمین می‌شده‌است.
در هر حیاط به جز فضای سبزی که حالا دیگر تقریباً خشک شده‌اند، دارای چاه‌های آب، دستک، حوض و فواره است. همچنین در گوشه کنار و بر حسب نیاز طویله، مطبخ، اتاق‌های مهمان (گوشواره) و حتا مخفیگاه‌هایی برای درامان ماندن در برابر راهزنان در گذشته به چشم می‌خورد.
با وجود آنکه زمان احداثش به دو تا پنج هزار سال قبل از اسلام باز می‌گردد، به آن موزهٔ معماری - روستایی کویری ایران می‌گویند، آن‌قدر که خشت و گل و کاهگل‌اش را در ساخت ابنیه‌اش، با ظرافت و زیبائی به کار برده‌اند.
آثار ساسانی روستا :
بقایای قلعه ، خندق بزرگ دریاچه‌ای ، بنایی به نام دژکوه ، قنات‌های کهن
مهمترین اثر این روستا خانه بزرگ اربابی متشکل از چند حیاط و ساختمان‌های مربوطه که قدمتی صفوی ، زندی ، قاجاری دارد .
این خانه متعلق به خاندان فرخانی بوده و هم‌اکنون متروکه شده ولی آثاری چون : « شاهنشین آیینه کاری ، حیاط باغ انگوری ، حیاط باغ اناری ، اتاق پنج دری ، مطبخ ، بارو و برج ، دروازه ورودی ، هشتی و سابات ، حوض سنگی و ... » در آن باقی مانده‌است .
دیگر آثار روستا نیز غالباً صفوی و قاجاری می‌باشد .
بقایای سه آسیاب آبی ، یک آسیاب مال کش ، یک یخچال زیر زمینی ، حسینیه ، مسجد ، حمام ، کوره زغال پزی ، چندین خانه و برج و سنگر و قبرستان

## پیوندها
```
عکس ماهواره ایی

مشخصات بخش
```